# 日本列島 いきものたちの物語
『日本列島 いきものたちの物語』（にほんれっとう いきものたちのものがたり）は、2012年2月4日公開の日本の動物ドキュメンタリー映画。

## 概要
NHKのスタッフが約2年半の期間で撮影・制作した、日本列島を舞台に動物の生態をとらえた映画。プロデューサーは『リング』の一瀬隆重とNHKエンタープライズが協力、総勢25人のカメラマンが日本全国30ヵ所以上で足かけ2年半にわたり撮影を敢行している。
キャッチコピーは『いっしょに、生きている。』、『奇跡の島・日本列島に満ちあふれる、いきものたちの"家族愛"』。
全国473スクリーンで公開され、2012年2月4、5日の初日2日間で興収8,021万4,800円、動員6万8,228人になり映画観客動員ランキング（興行通信社調べ）で初登場第3位となり、第1位『ALWAYS 三丁目の夕日'64』と第2位『麒麟の翼〜劇場版・新参者〜』と合わせ東宝作品がトップ3を独占している。客層は女性層が圧倒的で、ぴあ初日満足度ランキング（ぴあ映画生活調べ）でも第1位となっている。
東京2020オリンピック閉会式、オープニング映像に「日本列島」が採用された。

## ナビゲーター
- 相葉雅紀
- 長澤まさみ
- ゴリ
- 黒木瞳

## スタッフ
- 監督 - 出田恵三
- 製作 - 市川南、服部洋、濱名一哉、佐藤寿美、町田智子、髙橋誠、喜多埜裕明、辰巳隆一、加藤直次、森越隆文、松本哲也
- プロデューサー - 一瀬隆重
- エグゼクティブプロデューサー - 吉田立、山内章弘
- 共同プロデューサー - 遠藤学、小野泰洋
- 監督補 - 久保嶋江実
- 撮影 - 岩合光昭、中村征夫、嶋田忠、渕上拳、石井英二、倉沢栄一、新山敏彦、前川貴行、松岡史朗、新井和也、飯島正広、石井輝章、伊藤浩美、大沢成二、小原玲、高橋真澄、多胡光純、塚越賢、津田堅之介、中川達夫、中川西宏之、中村卓哉、野口克也、野沢耕治、林田恒夫、平野伸明、柳瀬雅史
- 編集 - 澤村宣人
- 音楽 - 服部隆之
- 音楽プロデューサー - 北原京子
- 音響効果 - 飯村佳之
- 録音 - 矢野正人
- 制作プロダクション - オズ、NHKエンタープライズ
- 配給 - 東宝
- 製作 - 映画「日本列島 いきものたちの物語」製作委員会（東宝、電通、TBSテレビ、NHKエンタープライズ、オズ、朝日新聞社、KDDI、Yahoo! JAPAN、毎日放送、中部日本放送、RKB毎日放送、北海道放送）

## 主なロケ地
- 北海道・知床半島 - ヒグマ
- 北海道・釧路湿原 - キタキツネ
- 北海道・稚内
- 北海道・大雪山
- 北海道・襟裳岬 - アザラシ
- 青森県・下北半島 - ニホンザル
- 長野県・地獄谷温泉
- 新潟県・糸魚川
- 白馬岳
- 福島県・福島
- 群馬県・水上高原
- 富士山
- 東京都・小笠原諸島
- 三重県・松阪
- 兵庫県・六甲山地 - ウリボウ
- 長崎県・五島列島 - ニホンジカ
- 宮崎県・延岡
- 鹿児島県・阿久根
- 鹿児島県・屋久島 - ニホンザル
- 沖縄県・西表島

## テレビ放送
2016年1月2日に、TBSの10:00 - 11:45（JST）で「新春映画特別企画」として地上波初放送された（文字多重放送）。視聴率は1.4%だった。